# Bicupolă triunghiulară giroalungită
În geometrie bicupola triunghiulară giroalungită este un poliedru convex construit prin giroalungirea unei bicupole triunghiulare (fie o ortobicupolă triunghiulară, J27, fie un cuboctaedru) prin inserarea unei antiprisme hexagonale între cele două jumătăți. Este poliedrul Johnson J44.
Bicupola triunghiulară giroalungită este unul dintre cele cinci poliedre Johnson care sunt chirale, ceea ce înseamnă că au o formă „pe stânga” și una „pe dreapta”. În imaginea din dreapta, fiecare față pătrată din jumătatea inferioară a figurii este conectată printr-o cale de două fețe triunghiulare de o față pătrată deasupra ei și la dreapta. În figura cu chiralitate opusă (imaginea în oglindă a figurii ilustrate), fiecare pătrat de jos ar fi conectat la o față pătrată de deasupra ei și la stânga. Cele două forme chirale ale lui J44 nu sunt considerate poliedre Johnson diferite.

## Mărimi asociate
Următoarele formule pentru arie, A și volum, V sunt stabilite pentru lungimea laturilor tuturor poligoanelor (care sunt regulate) a:
{\displaystyle A=\left(6+5{\sqrt {3}}\right)a^{2}\approx 14,660254~a^{2},}
{\displaystyle V={\sqrt {2}}\left({\frac {5}{3}}+{\sqrt {1+{\sqrt {3}}}}\right)a^{3}\approx 4,694564~a^{3}}